# Futalognkosaurus
Futalognkosaurus („velký ještěří vůdce“) byl obřím sauropodním dinosaurem, představitelem nově vytvořeného kladu Lognkosauria (v rámci skupiny Titanosauria).

## Objev a publikace
Fosílie tohoto „megasauropoda“, jak se neoficiálně říká sauropodním dinosaurům delším třiceti metrů, byly objeveny v březnu roku 2000 v provincii Neuquén v Argentině. Popsány však byly až v roce 2007 Calvem a kol. Futalognkosaurus patří mezi největší známé dinosaury a zároveň mezi nejlépe zachované obří sauropody. Kompletní fosilní materiál zahrnující pozůstatky tří jedinců je známý asi ze 70%.

## Rozměry
Délka tohoto obřího sauropoda činila přes 28 metrů a hmotnost přesahovala 38 nebo i 50 tun. Je tedy porovnatelných rozměrů jako příbuzné rody Argentinosaurus a Puertasaurus, kteří patří k největším dosud známým sauropodním dinosaurům vůbec. Jen krk například měřil kolem 10,6 metru, trup asi 5 metrů. Rozpětí kyčelních kostí měří na šířku asi 2,5 metru. Později byla délka tohoto sauropoda snížena na 26 metrů (z toho 13 metrů tvořila prekaudální část páteře a rovněž 13 metrů ocasní část). Revidovaná hmotnost byla na základě velikosti stehenní kosti stanovena asi na 38 000 kg.
V roce 2019 odhadl americký badatel Gregory S. Paul podrobným rozborem a zhodnocením dosud využitých metod stanovování objemu a hmotnosti těla různých sauropodů celkovou tělesnou hmotnost futaloňkosaura zhruba "jen" na 30 metrických tun.
Vědecká studie publikovaná v září roku 2020 klade futaloňkosaurovi hmotnost (dle dvou základních metod odhadu) v rozmezí 31 625 až 38 091 kilogramů.

## Příbuzní
Fylogenetická analýza zařadila tohoto sauropoda do čeledi Titanosauridae, kterou ovšem někteří vědci neuznávají. Jeho nejbližším příbuzným pak byl zřejmě mnohem menší rod Mendozasaurus. Futalognkosaurus žil v období svrchní křídy před asi 91 až 87 miliony let (stupeň tithon až koniak).